# Světová asociace novin
Světová asociace novin (anglicky World Association of Newspapers, zkratka WAN) byla největší světová nevládní organizace sdružující asociace novin, zpravodajské agentury, regionální tiskové organizace a jednotlivé novinové manažery v přibližně stovce zemí.
Organizace byla založena v roce 1948. K jejím hlavním cílům patřila obrana svobody tisku a ekonomické nezávislosti novin, podpora komunikace mezi novinami po celém světě a podpora spolupráce mezi členskými organizacemi. Sídlo měla v Paříži.
V roce 2009 vznikla sloučením WAN a IFRA nová organizace s názvem WAN-IFRA (World Association of Newspapers and News Publishers).